# Pierrotage

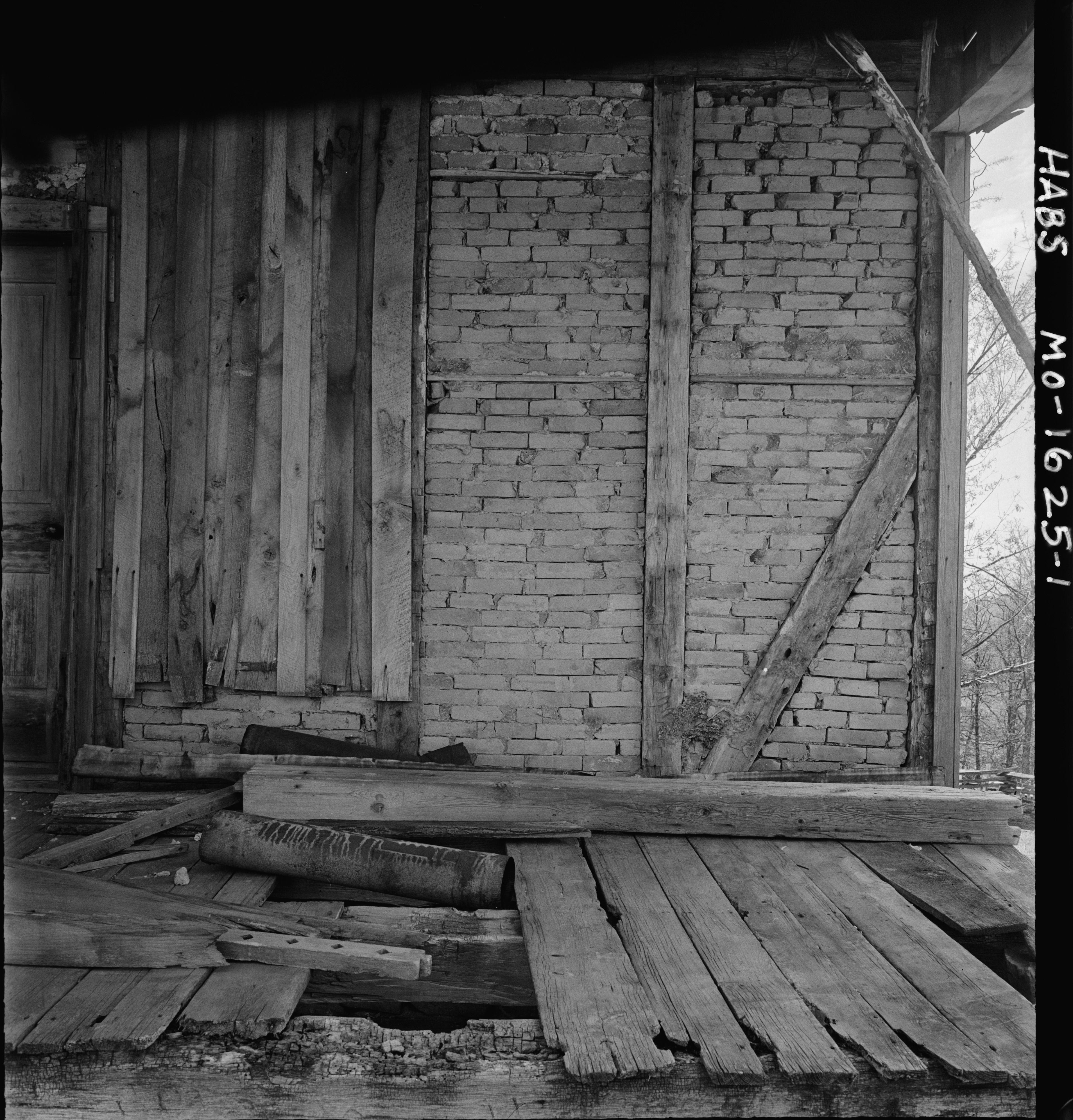
Pierrotage d'une bâtisse à Sainte-Geneviève dans le Missouri.

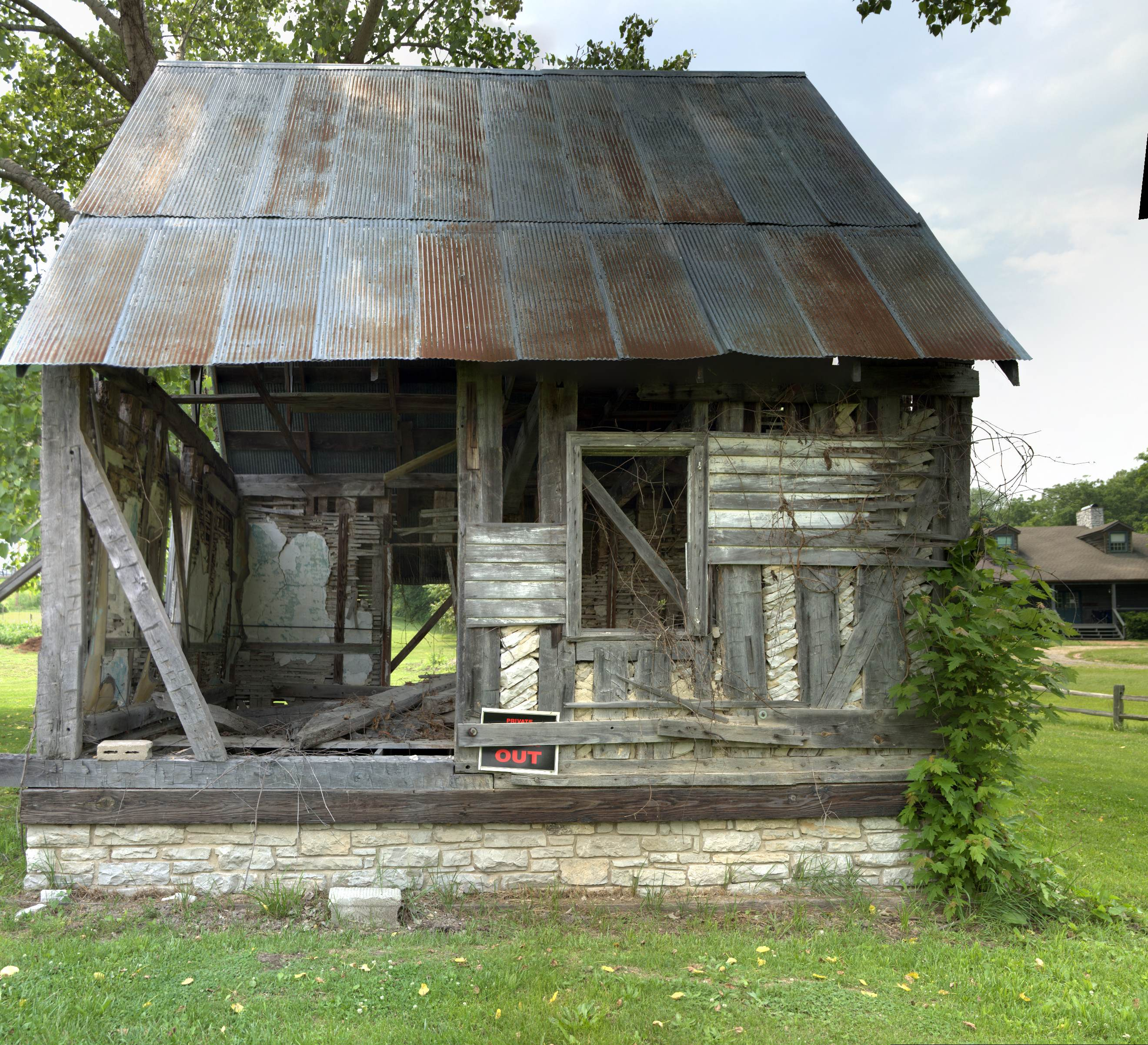
Pierrotage d'une maison à Sainte-Geneviève dans le Missouri.

Le pierrotage est une technique de construction utilisée en Nouvelle-France (Canada et Acadie) et en Louisiane française. Cette méthode consiste à combler l'espace entre deux poteaux de soutènement en bois par des pierres enchâssées entre colombages.

## La technique
Le pierrotage est la technique de construction qui permet de renforcer les murs d'une bâtisse en utilisant la pierre ou la brique. Les pierres ou les briques sont encastrées les unes sur les autres et enchâssées entre les poteaux sur sole ou poteaux en terre avec l'utilisation de bois longs ou de bois courts selon les cas.

## Le colombage pierrotté
Une fois les pierres disposées ainsi, commence le bousillage qui va infiltrer le torchis fait de boue, paille, argile ou mousse espagnole entre les pierres afin de lisser l'ensemble et permettre la finition extérieure et intérieure de la maison.